# Stazione di Ōtsu
La stazione di Ōtsu (大津駅?, Ōtsu-eki) è una stazione ferroviaria della città di Ōtsu, nella prefettura di Shiga in Giappone. La stazione è gestita dalla JR West.

## Struttura
La stazione è costituita da due piattaforme a isola con 4 binari in superficie al livello del terreno. La stazione è dotata di scale mobili e ascensori, e dispone di due uscite, quella nord e quella verso il lago Biwa.
| 1 | ■ Linea JR Biwako | Parte dei rapidi speciali per Kusatsu e Maibara Espressi limitati Haruka e Biwako Express per Kusatsu e Maibara Treni locali per Kusatsu e Kibukawa Espresso Kitaguni per la regione dell'Hokuriku (Toyama e Niigata) |
| 2 | ■ Linea JR Biwako | Locali e rapidi speciali per Kusatsu e Maibara |
| 3 | ■ Linea JR Biwako | Locali e rapidi per Kyoto e Ōsaka |
| 4 | ■ Linea JR Biwako | Parte dei treni per Kyoto e Osaka Espresso Kitaguni ed Espresso Limitato Biwako Express per Kyoto e Osaka Espresso Limitato Haruka per Aeroporto Kansai                                                               |

## Stazioni adiacenti
| «                                          | Servizio                                   | »                                          |
| Linea principale Tōkaidō (Linea JR Biwako) | Linea principale Tōkaidō (Linea JR Biwako) | Linea principale Tōkaidō (Linea JR Biwako) |
| ------------------------------------------ | ------------------------------------------ | ------------------------------------------ |
| Zeze                                       | Locale                                     | Yamashina                                  |
| Ishiyama                                   | Rapido Speciale                            | Yamashina                                  |